# Кник-Фэрвью
Кник-Фэрвью (англ. Knik-Fairview) — статистически обособленная местность в боро Матануска-Суситна, штат Аляска, США. Как и всё боро, входит в метрополитенский статистический ареал Анкориджа. В 2010 году в местности проживало 14923 человек. Местность является пятой по населению в штате (среди городов и статистически обособленных местностей). Кник-Фэрвью один из пунктов гонки на собачьих упряжках Iditarod Trail Sled Dog Race.

## География
Кник-Фэрвью находится на западном берегу рукава Кник-Арм залива Кука в 28,2 километрах от Анкориджа. Согласно Бюро переписи населения США площадь статистически обособленной местности составляет 180 км², из 2,6 км² (2 %) — открытые водные
пространства.

## История
Народ танаина первым заселил территорию (название Кник переводится как огонь с наречия атабаскских языков). Русская православная миссия была создана в 1835 году. Золото впервые было найдено в 1908 году.

## Население
По данным переписи 2010 года население Кник-Фэрвью составляло 14923 человека (из них 51,6 % мужчин и 48,4 % женщин), 5040 домашних хозяйств и 3791 семей. Расовый состав: белые — 84,3 %, афроамериканцы — 1 %, коренные американцы — 5,3 %, азиаты — 1,4 и представители двух и более рас — 7,2 %.
Из 5040 домашних хозяйств 72,2 % представляли собой совместно проживающие супружеские пары (40,6 % с детьми младше 18 лет), 24,8 % не имели семьи.
В среднем домашнее хозяйство ведут 2,96 человек, а средний размер семьи — 3,37 человека. Доля лиц старше 65 лет — 5,8 %. Средний возраст населения — 31,2 лет. Средний доход на семью составлял $81338.
Согласно переписи Американского сообщества (неофициальная перепись населения) в 2010—2014 годах в численности населения наблюдается следующие изменения:
|  |

В городе проживают около 25,2 % католиков, 5,7 % лютеран, 18 % мормонов.